# Krieg der Acht Prinzen
Schlacht von Tangyin –
Eroberung von Luoyang (304) –
Schlacht von Xiao (306) –
Eroberung von Chang'an (306)

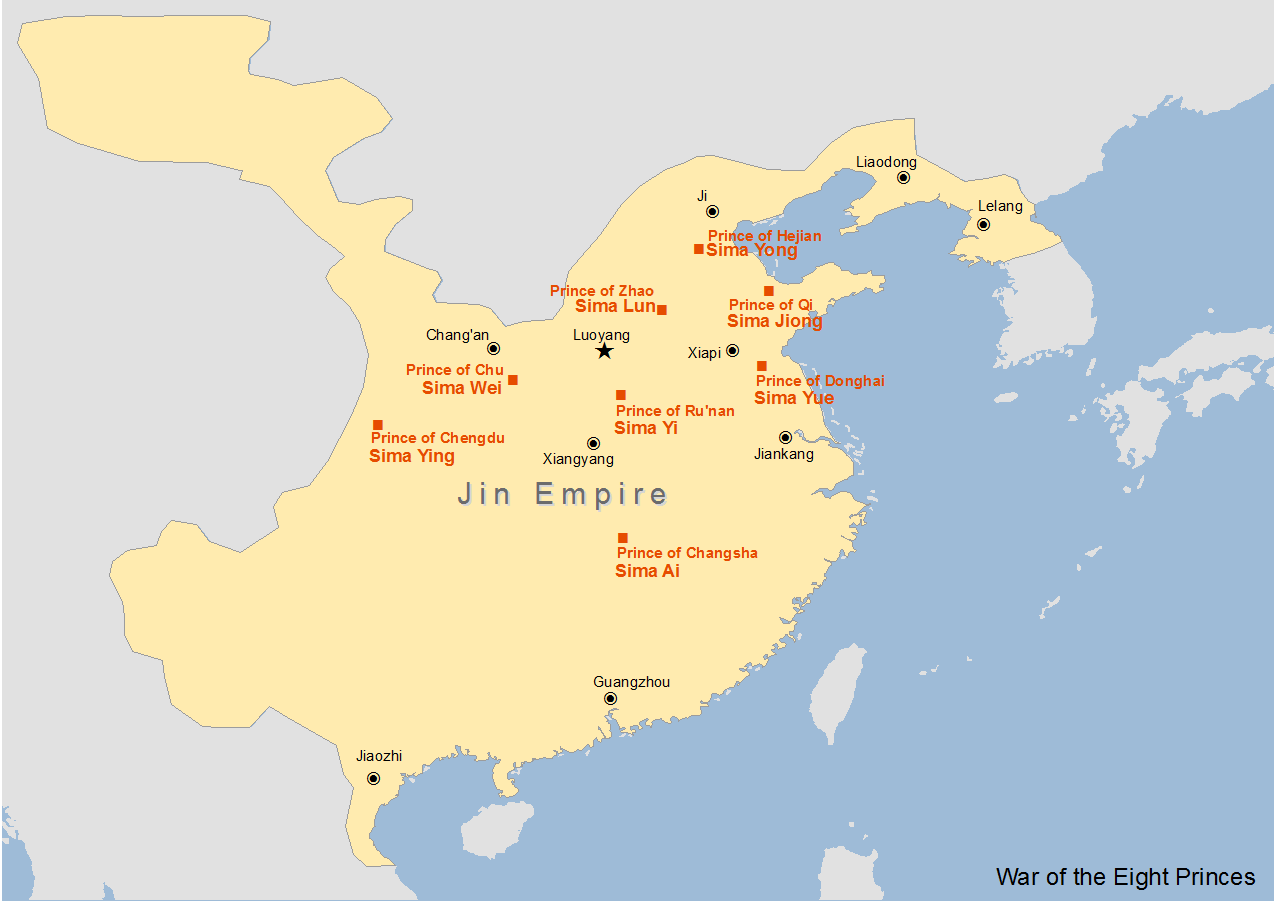
Machtbereiche der acht Prinzen zu Beginn des Bürgerkriegs (291).

Der Krieg der Acht Prinzen (chinesisch 八王之亂 / 八王之乱, Pinyin Bā Wáng zhī Luàn – „Die Unruhen der acht Prinzen“) war ein Bürgerkrieg im antiken China der Jin-Dynastie, welcher von 291 bis 306 andauerte.

## Die Acht Prinzen
Der Konflikt erhielt seinen Namen wegen seiner Beteiligten, die als Mitglieder der herrschenden Dynastie gegeneinander um die Vorherrschaft im Land kämpften. Die zentralen Kontrahenten waren:
- Sima Liang
- Sima Wei
- Sima Lun
- Sima Jiong
- Sima Ai
- Sima Ying
- Sima Yong
- Sima Yue[2]

## Ursachen für den Bürgerkrieg
Ein Hauptgrund für den Bürgerkrieg der Acht Prinzen lag in der Landverteilung der herrschenden Jin-Dynastie. Das Kaiserhaus hatte versucht, möglichst viele Angehörige der eigenen Familie mit großem Grundbesitz auszustatten; die Prinzen (insgesamt wurden 27 ernannt) konnten so auf starke eigene Reserven zurückgreifen und besaßen eigene Armeen. Auch war es der Zentralregierung nicht gelungen, die anderen mächtigen Familien auszuschalten, viele von diesen unterhielten daher Privatmilizen (buqu) von bis zu 5000 Mann. Zudem begann die Regierung in Luoyang seit 280 die eigenen Armeen zu demobilisieren, was die Position des Kaisers gegenüber dem Adel weiter schwächte.

## Verlauf

### Thronbesteigung von Jin Huidi
Seit 265 regierte Kaiser Jin Wudi das Jin-Reich. 280 hatte er auch die Einigung Chinas vollendet und die Zeit der Drei Reiche damit beendet. Sein ältester Sohn und Erbe, Kronprinz Sima Zhong, verfügte laut Quellen allerdings nur über eine sehr geringe geistige Intelligenz und am Hof gab es Stimmen, einen anderen Kronprinzen zu ernennen. Der Kaiser beschloss daher, die Fähigkeiten seines Sohnes zu testen. Laut Überlieferung fand Sima Zhongs Ehefrau, Jia Nanfeng, jemanden, der die Fragen des Kaisers zu beantworten in der Lage war, und reichte die Antworten an ihren Ehemann weiter. So konnte dieser den Test seines Vaters bestehen und blieb Kronprinz. Kaiser Wudi starb 290 und sein Sohn Sima Zhong bestieg als Jin Huidi den Thron von China.

### Die „Tyrannei“ Jia Nanfengs; Tod von Sima Liang und Sima Wei
Als Kaiserin soll Jia Nanfeng tyrannisches Verhalten an den Tag gelebt haben und sexuell ausschweifend gelebt haben. Angeblich, so behaupten die Quellen der Jin-Dynastie, soll sie mehrere ihrer Liebhaber getötet haben. Sie ließ die Kaiserinmutter Yang ergreifen und einsperren. In Haft hungerte sie sich zu Tode. Auch Yangs Vater, der Regent Yang Jun, wurde am 23. oder 24. April 291 gestürzt. Jia Nanfeng ernannte anschließend den Prinzen Sima Liang, den ersten der sogenannten acht Prinzen, zum Premierminister. Ein jüngerer Bruder des Kaisers, Sima Wei, wurde Kommandant der Truppen in der Hauptstadt. Wenige Wochen später führte Sima Wei einen Angriff auf den Premierminister an, bei dem dieser getötet wurde. Scheinbar handelte Sima Wei im Auftrag des Kaisers und der Kaiserin. Jia Nanfengs Beteiligung wurde aber im Folgenden verschleiert; in einem kaiserlichen Edikt wurde behauptet, Sima Wei hätte auf eigene Faust ohne Erlaubnis des Kaisers gegen Sima Liang gehandelt. Daraufhin verlor er die Unterstützung seiner Truppen. Nun konnte Jia Nanfeng Sima Wei verhaften. Er wurde am 27. Mai 291 exekutiert. Am Hof begann Jia Nanfeng in den nächsten Jahren alteingesessene Würdenträger durch ihre Günstlinge zu ersetzen. Zur Sicherung ihrer Macht zwang sie angeblich den Sohn ihres Mannes mit einer anderen Frau, Sima Yu, mit einer List zum Suizid. Auch Sima Yus Mutter, Ehefrau und sein Kind wurden getötet.

### Sturz von Jia Nanfeng durch Sima Lun und Sima Jiong
Durch den Tod Sima Yus brachte Jia Nanfeng weite Teile der kaiserlichen Familie gegen sich auf und auch manche ihrer Anhänger wandten sich von ihr ab. Im Jahr 300 rückten der Halbbruder des Kaisers, Sima Lun, und sein Verwandter Sima Jiong in die Hauptstadt Luoyang ein und bewirkten die Verhaftung Jia Nanfengs. Die Kaiserin wurde wenig später hingerichtet.

### Rebellion von Sima Jiong gegen Sima Lun
Nach der Hinrichtung der Kaiserin übernahm Sima Lun die Regentschaft für Kaiser Jin Huidi, wollte allerdings selbst den Thron übernehmen und sich zum Kaiser krönen. Daraufhin bildete sich eine Opposition zu Sima Lun, innerhalb derer Prinz Sima Jiong eine zentrale Rolle spielte. Sima Jiongs Revolte war erfolgreich; Sima Lun wurde militärisch geschlagen und 301 hingerichtet. Die Regentschaft fiel nun an Sima Jiong.

### Rebellion von Sima Yong, Sima Ying und Sima Ai gegen Sima Jiong
Angestachelt durch eine Intrige und ein gefälschtes Edikt erhob sich bereits wenig später Prinz Sima Yong gegen die Zentralregierung unter Sima Jiong. Er erhielt hierbei Unterstützung von Sima Ying und Sima Ai. Bereits 302 war diese Phase des Konflikts entschieden: Sima Jiong wurde vom Bruder des Kaisers, Sima Ai, geschlagen und getötet.

### Sima Ais Aufstieg und Fall
Im Bürgerkrieg unterstützte Sima Ai die beiden Prinzen Sima Yong und Sima Ying in ihrer Rebellion gegen den kaiserlichen Regenten Sima Jiong. Er schlug Sima Jiongs Armee im Jahre 302, tötete ihn und konnte so selbst Regent für den Kaiser werden. Da Sima Yong allerdings mit Sima Ais gewonnener Machtposition nicht zufrieden war und sich für sich selbst mehr von der Rebellion erhofft hatte, stiftete er Sima Ying an, mit ihm gegen Sima Ai zu kämpfen. Ein Versuch, das Kaiserreich diplomatisch zwischen den beiden aufzuteilen scheiterte an Sima Ais Ablehnung. Während der Kämpfe wurde er von Soldaten und Offizieren seiner Armee verraten und an den feindlichen General Zhang Fang ausgeliefert. Dieser ließ Sima Ai lebendig verbrennen.

### Sima Yongs Eroberung von Luoyang
Nach dem Sieg über Sima Ai fiel die Macht zunächst an Sima Ying, da dieser über eine größere Armee verfügte und als Bruder des Kaisers auch mehr Legitimität besaß als Sima Yong. Doch Sima Ying gelang es letztendlich nicht, das Reich dauerhaft zu stabilisieren. Es kam zu einer Reihe von Revolten von Statthaltern und nicht-chinesischen Gruppen. 304 erhob sich Sima Yue gegen ihn, wurde allerdings in der Schlacht von Tangyin am 9. September geschlagen. Sima Yings Macht sank im Folgenden dennoch sehr schnell. Dies führte dazu, dass ein Machtvakuum in der Hauptstadt Luoyang entstand. Daraufhin schickte Sima Yong eine Streitmacht von 20.000 Mann unter dem Kommando von Zhang Fang, um diese einzunehmen, was auch gelang. Zhang Fang brachte den in der Stadt lebenden Kaiser Jin Huidi in seine Gewalt und entführte ihn nach Chang’an.

### Sima Yues Rebellion gegen Sima Yong
Sima Yong hatte Sima Ying damit als Regenten formell abgesetzt, doch auch seine Regentschaft sollte nicht sehr lange währen. 305 rebellierte Sima Yue, der letzte der acht Prinzen, gegen ihn, um den Kaiser zu befreien und zurück nach Luoyang zu eskortieren. Sima Yue war über seinen Großvater mit Sima Yi verwandt. Er führte den Titel eines Prinzen von Donghai. Im Januar 306 überquerte eine Streitmacht unter dem Kommando von Sima Yues Verbündeten Sima Xiao und Liu Kun den Fluss Bian bei Guandu und schlug bei Xiao (heutige Provinz Anhui) eine Armee Sima Yongs. Sima Yongs General Liu Qiao floh nach seiner Niederlage nach Nanyang und Liu Kun konnte Xuchang besetzen, das bereitwillig seine Tore öffnete. Im Angesicht der drohenden Niederlage tötete Sima Yong seinen General Zhang Fang und schickte Sima Yue dessen Kopf, um einen Frieden zu vermitteln; dieser kam allerdings nicht zustande, weil Sima Yue sich weigerte, mit Sima Yong zu verhandeln. Wenig später, im März 306, fiel Chang’an an eine Armee von Liu Kun und der Kaiser wurde zurück nach Luoyang gebracht, nun unter Kontrolle von Sima Yue stehend. Dieser ernannte sich daraufhin zum taifu und damit faktischem Regenten des Landes. Wichtigen Anteil an seinem Sieg über Sima Yong hatten die Söldner der Xianbei und Wuhuan, die in Sima Yues Armee kämpften. Sima Ying wurde im selben Jahr auf der Flucht gefasst und durch ein kaiserliches Edikt hingerichtet. Sima Yong und seine Söhne wurden wenig später, wahrscheinlich zwischen dem 8. Januar und dem 19. Februar 307, durch einen Hinterhalt Sima Yues getötet, was den Krieg der acht Prinzen beendete.

## Folgen
Sima Yue hatte den Krieg der Acht Prinzen letztendlich gewonnen; andere Konflikte und Bürgerkriege, die schon parallel begonnen hatten, dauerten auch während seiner Regentschaft an. Während des Bürgerkrieges mit seinen wechselnden Allianzen hatten mehrere chinesische Prinzen und Generäle Abkommen mit ausländischen Völkern geschlossen, um neue Truppen zu gewinnen. Diese ausländischen Gruppen, vor allem Tuoba, Tibeter, Xianbei und die Xiongnu-Stämme, strömten daraufhin ins Landesinnere. Ihre Stärke hatte schon ab 280 zugenommen, nachdem die Jin Truppen demobilisiert hatten. Dies führte verbunden mit Hungersnöten und Naturkatastrophen zu großen Bevölkerungsverschiebungen. Viele Einheimische flohen nach Südchina, während im Norden barbarische Königreiche entstanden. Sima Yue gelang es nicht, die Neuankömmlinge unter Kontrolle zu halten. Er starb 311 an den Folgen von Stress. Wenig später zerfiel das Jin-Reich in zwei Hälften und die Zeit der westlichen Jin-Dynastie kam zu ihrem Ende.